# ゴールデン・プリンセス
ゴールデン・プリンセス（Golden Princess）は、プリンセス・クルーズが運航しているクルーズ客船。

## 概要
グランド・プリンセス級の2番船で、2001年5月1日、イタリアのフィンカンティエリ社マルゲーラ工場で竣工。船価は4億5千万ドル。
主にハワイやアメリカ西海岸で運航されてきたが、2015年10月よりオーストラリアのメルボルンに拠点を置き、ニュージーランドや南太平洋の島々を周遊するコースに配船された。 
2016年の夏から中国へ配船されることが決定しており、それに先立って台湾発着の日本クルーズが実施される。沖縄の那覇港、石垣港へ多数寄港するほか、油津港、高知港、徳島小松島港など九州・四国の地方港へも寄港予定。

## 同型船
1. グランド・プリンセス（grand Princess）
1998年5月3日竣工。
2. ゴールデン・プリンセス
3. スター・プリンセス（Star Princess）
2002年1月25日竣工。